# حصار غراسيوسا
حصار غراسيوسا هو حملة عسكرية شنها السلطان الوطاسي محمد الوطاسي عام 1489 من أجل افتتاح حصن غراسيوسا البرتغالي. استسلمت القوات البرتغالية في النهاية، ثم قامت بإخلاء المكان.

## خلفية
وفي عام 1481 توفي الملك أفونسو وخلفه ابنه جون الذي مواصلة سياسة أبيه التوسعية في المغرب. بدأ جون العمل على تعزيز حماية المواقع التي سيطر عليها البرتغال سابقا من خلال إنشاء حصون جديدة داخل الأراضي المغربية، ليتمكن من إمداده وتعزيزه بسهولة عن طريق البحر. ففي فبراير 1489، انطلقت رحلة استكشافية بقيادة جاسبار جوسارتي بهدف إنشاء حصن بجوار واد لوكوس والذي أطلق عليه اسم جراسيوزا. وكُلف دييغو فرنانديز دي ألميدا بإدارة الحصن.  
وصلت السفن البرتغالية إلى النهر دون صعوبة أنزلت العديد من عمال البناء البرتغاليين. ومع ذلك، ثبت أن الموقع غير ملائم على الرغم من حمايته بمدافع الحصن والكارافيلات. كان النهر بطيء الحركة ومحاطًا بالمستنقعات. ولما علم بالنشاط البرتغالي، سارع السلطان المغربي محمد الوطاسي إلى الحصن في محاولة لطردهم من هناك.  

## الحصار
مع اقتراب الصيف، جاءت القبائل المغربية من التلال وبدأت في حصار الحصن البرتغالي. وفي يوليو وصل السلطان الوطاسي للمشاركة في الحصار بقوة قوامها 4000 من الفرسان وكمية كبيرة من المشاة.    بلغ عدد الحامية البرتغالية 1500 رجل.  أطلقت المدفعية البرتغالية والكرافيلات النار على المغاربة ليلا ونهارا. ورداً على ذلك، أحضر السلطان معه مدافع للاشتباك مع العدو. بحلول منتصف أغسطس، تكبد الطرفان خسائر فادحة، وكان طين النهر ملطخًا بدماء قتلى الجانبين.  
بعد طول الحصار، قام السلطان، بناءً على نصيحة أحد المنشقين، بقطع جميع أشجار البلوط وغرسها في وادي لوكوس، مما أدى إلى عرقلة وصول الوادي إلى مصبه. الآن لم يعد المغاربة بحاجة للقتال. لم تتمكن السفن البرتغالية المحاصرة من الهروب، واضطر البرتغاليون إلى الاستسلام. ووقع الجانبان معاهدة سلام في 27 أغسطس نصت على عقد هدنة لمدة عشر سنوات، والسماح للبرتغاليين بأخد جميع ممتلكاتهم.   

## تداعيات
بعد الحصار، لم يقم جون بأي محاولة لتوسيع النفوذ البرتغالي في المغرب الأقصى.   وحاول جاهدا البحث عن أي حلفاء مسيحيين في إفريقيا يمكنهم مساعدته في تطويق الممالك الإسلامية.  ودفع انسحاب البرتغاليين الوطاسيين إلى تحصين وتوسيع مدينة العرائش على مصب نهر اللوكوس.